# Columbia Broadcasting System
CBS Broadcasting Inc., meist kurz CBS, (früher Columbia Broadcasting System) ist eines der größten Hörfunk- und Fernseh-Networks der USA. CBS war einer von drei kommerziellen Fernsehkonzernen (ABC, NBC), die das Fernsehen dominierten, bevor das Kabelfernsehen eingeführt wurde. Heute gehört das Unternehmen zu Paramount Global. Hauptsitz ist New York City.

## Firmengeschichte
CBS wurde 1927 als ein Joint-Venture von Columbia Records und der New Yorker Talentagentur Arthur Judson gegründet. Es ging am 18. September 1927 mit 47 Radiostationen auf Sendung mit der Bezeichnung The Columbia Phonograph Broadcasting System.
Das Radionetzwerk machte im ersten Jahr Verluste, und am 18. Januar 1929 verkaufte Columbia Records seine Anteile an eine private Investorengruppe für 400.000 US-Dollar. Die Investorengruppe wurde von William Samuel Paley angeführt, einem Zigarrenfabrikanten aus Philadelphia. Der Sender wurde in The Columbia Broadcasting System umbenannt. Während der nächsten neun Jahre waren Columbia Records und CBS unabhängige Firmen ohne Geschäftsbeziehungen. Es war das dritte Radionetzwerk in den USA und hatte bald mehr Teilnehmer als alle NBC-Netzwerke, obwohl die Signale und damit der Empfang schwächer als bei NBC waren.
Der Mitbegründer Paley sah eine Gelegenheit, Hörer durch Nachrichtenprogramme zu gewinnen, und gab erhebliche Mengen Geld aus, um die Dominanz in diesem Bereich zu erlangen. Er stellte als Teil dieser Bemühungen Edward R. Murrow als „Director of Talks“ ein. Zusammen mit William L. Shirer erfand Murrow praktisch den modernen Senderjournalismus, u. a. 1940 die Livereportage.
Im Jahr 1938 war das Radio der stärkste Sektor in der Unterhaltungsindustrie, während die Schallplattenindustrie noch in der Flaute der großen Depression war. CBS kaufte seine ehemalige Muttergesellschaft Columbia Records. Ein Höhepunkt dieser Ära war Orson Welles’ Aufsehen erregendes Hörspiel Krieg der Welten (1938) mit der musikalischen Regie von Lud Gluskin, der später musikalischer Leiter im Fernsehbereich des Unternehmens wurde.
Die erste Fernsehausstrahlung von CBS fand im Jahr 1939 statt – mit einem einstündigen Programm pro Tag in New York City. Im folgenden Jahr strahlte CBS bereits die erste Farbsendung aus, aber unter der Verwendung einer Technologie, die mit den vorhandenen Schwarz-Weiß-Fernsehern nicht kompatibel war. Diese Technologie wurde einige Jahre später zugunsten konkurrierender Farbfernsehstandards zurückgewiesen. Fernsehen blieb ein kleiner Teil von CBS bis nach dem Zweiten Weltkrieg.

Altes CBS Eye-Logo

Seit dem Anfang der Fernseh-Ära ist das Firmenemblem ein stilisiertes Auge in einem Kreis. Von den 1940er Jahren bis in die 1970er Jahre galt CBS als das Netz mit dem größten Prestige der drei Hauptfernsehnetze, und infolgedessen war es als das Tiffany-Netz bekannt. Die Dominanz von CBS wurde in den 1970er Jahren durch ABC gebrochen, obgleich CBS zwischendurch wieder die Spitzenbewertung zurückgewinnen konnte (von 1979 bis 1984 und wieder während einer Periode in den frühen 1990er Jahren und Anfang 2000).
CBS Musical Instruments wurde gegründet, um neben zahlreichen Musikinstrumenten und Musikequipment auch Produkte von Rogers (Schlagzeuge) und Fender (Gitarren) herzustellen, zu vertreiben und zu verkaufen.
Im Jahr 1988 verkaufte CBS, unter ihrem Präsidenten Walter Yetnikoff, die CBS-Schallplattensparte, die sich seither Sony Music Entertainment nennt, an Sony.

### Neue Eigentümer
1995 wurde CBS von Westinghouse Electric übernommen, 2000 wurde CBS (die ehemalige Westinghouse Electric Corporation) von der ersten Viacom gekauft.
Die von der Führung des ersten Viacom-Konzerns gefällte Entscheidung den Konzern per 1. Januar 2006 in zwei Unternehmen zu teilen, rückte CBS stark in den Mittelpunkt dieser Planung. Bei der aufwändigen Aufteilung wurde diese in CBS Corporation umbenannt, was verdeutlichen sollte, dass der Konzern faktisch um CBS herum gebaut wurde. Das zweite, neu aus der Aufteilung entstandene Unternehmen hingegen erhielt den alten Namen und wurde so zur zweiten Viacom. Dieser Konzern umfasste im Wesentlichen Paramount Pictures (ohne die Fernsehproduktion und -distribution Paramount Television) und MTV Networks (weltweite Kabelfernsehsender).
Im Zuge seines geplanten Börsenganges verkaufte das Unternehmen im Februar 2017 seine traditionsreiche Radio-Sparte CBS Radio an den bis dahin kleineren Konkurrenten Entercom.
Am 4. Dezember 2019 schlossen sich die CBS Corporation und Viacom wieder zusammen und bildeten den neuen Konzern ViacomCBS, umbenannt im Februar 2022 in Paramount Global, womit CBS jetzt ein Tochterunternehmen dieses Konzerns ist.

## Super-Bowl-Skandal
Beim Super Bowl XXXVIII in Houston (Texas) 2004 riss der Sänger Justin Timberlake bei der Halbzeitvorstellung der Sängerin Janet Jackson einen Teil ihres Outfits ab, wodurch ihre Brust zu sehen war. In den Vereinigten Staaten werden Szenen, in denen Nacktheit oder Sex vorkommen, als „obszön“ schwer geahndet. CBS war bei der Veranstaltung mit seinem Tochtersender MTV der Fernsehüberträger und hatte die Szene nicht zensiert. Somit mussten 27 angegliederte Fernsehstationen von CBS jeweils eine Strafe von 27.500 Dollar, zusammen 550.000 Dollar, zahlen. Das war das höchste Bußgeld für eine fehlerhafte Fernsehübertragung in den USA. In Deutschland ist dieser Vorfall als „Nipplegate“ bekannt geworden.
Nach diesem Skandal hat die Federal Communications Commission (FCC) angeordnet, dass alle Übertragungen mit einer Zeitverschiebung gesendet werden müssen beziehungsweise wenigstens 5–10 Sekunden später „live“ gezeigt werden dürfen, um eine eventuelle Zensur zu ermöglichen.

## David Letterman
Anfang der 1990er Jahre kam David Letterman zu CBS, nachdem er bei NBC die Sendung Late Night with David Letterman aufgegeben hatte. Letterman war verärgert, weil NBC die Moderation der Tonight Show an Jay Leno vergeben hatte. Daher nahm er das Angebot von CBS an. Lettermans Show bei NBC übernahm Conan O’Brien. Als Letterman seinen Fuß in das Studio des Ed Sullivan Theaters setzte, begann für CBS das Goldene Zeitalter der Late Night Shows. Zuvor hatte man mit dem Moderator Pat Sajak (präsentiert Wheel of Fortune, die amerikanische Glücksrad-Version), einen erfolglosen Late Night Talk probiert. Letterman stand nun in direkter Konkurrenz zu seinem Erzrivalen Jay Leno, der parallel auf NBC lief. Für Letterman musste CBS jährlich 31.500.000 Dollar Gehalt plus Merchandisingeinnahmen bezahlen. Damit war er der teuerste Mann im US-Fernsehen.
Neben der Late Show with David Letterman produziert Lettermans Firma Worldwide Pants auch noch die Sendung The Late Late Show (zunächst mit Tom Snyder als Moderator, danach mit Craig Kilborn, bis 2014 mit Craig Ferguson und seither mit James Corden) für CBS.

## Sendungen
CBS (landesweit) sendet – wie auch ABC und NBC – hauptsächlich zur Primetime und zwar von Montag bis Samstag jeweils zwischen 20:00 Uhr und 23:00 Uhr (Eastern Time) und sonntags zwischen 19:00 Uhr und 23:00 Uhr. Zu diesen Zeiten werden jeweils von September bis Mai die Erstausstrahlungen der „eigenen“ Sendungen ausgestrahlt, während in der Sommerpause hauptsächlich nur Wiederholungen oder Reality-Sendungen gezeigt werden. Von 7:00 Uhr bis 9:00 Uhr sendet CBS ein Morgenprogramm und von 23:35 Uhr bis 0:30 eine Late Night Show (The Late Show with Stephen Colbert). Danach folgt bis 2023 noch The Late Late Show with James Corden.
CBS (regional) sendet unter dem Namen CBS X (X steht für den Kanal) lokale Nachrichten, Wetterberichte und Verkehrsmeldungen. Hierbei stehen häufig Verbrechen und Unfälle im Vordergrund. Insgesamt gibt es in den USA über 200 regionale CBS Sender (Affiliates).